# Sośnicowice
Sośnicowice è un comune urbano-rurale polacco del distretto di Gliwice, nel voivodato della Slesia.
Ricopre una superficie di 116,24 km² e nel 2004 contava 8 189 abitanti.